# NGC 1988
NGC 1988は、おうし座の恒星である。1855年10月に、ジャン・シャコルナクによって発見された。

## 経緯
シャコルナクが、1854年に同じ領域を観測した際には星雲はみられず、1856年1月には再び星雲を観測したが、1862年11月に観測した際には星雲は消えていた。そのため、この天体は時間と共に変化しているのではないかとし、ニュージェネラルカタログにもその旨が書かれている。しかし、シャコルナクの他にこの変化を観測したものは存在せず、それどころか星雲をみたと記録しているのもシャコルナクだけである。バンジャマン・ヴァルズは星雲は虚像だとしており、南東に5分の位置にあるおうし座ζ星の光の反射によるものではないかと考えられる。
ニュージェネラルカタログの赤道座標からすると、NGC 1988とされる天体がある位置には2、3の恒星があるだけである。シャコルナクの座標も合わせて考えると、その中で最も明るい10等星が、シャコルナクが星雲として記録したNGC 1988だと推定される。